# William Kempe

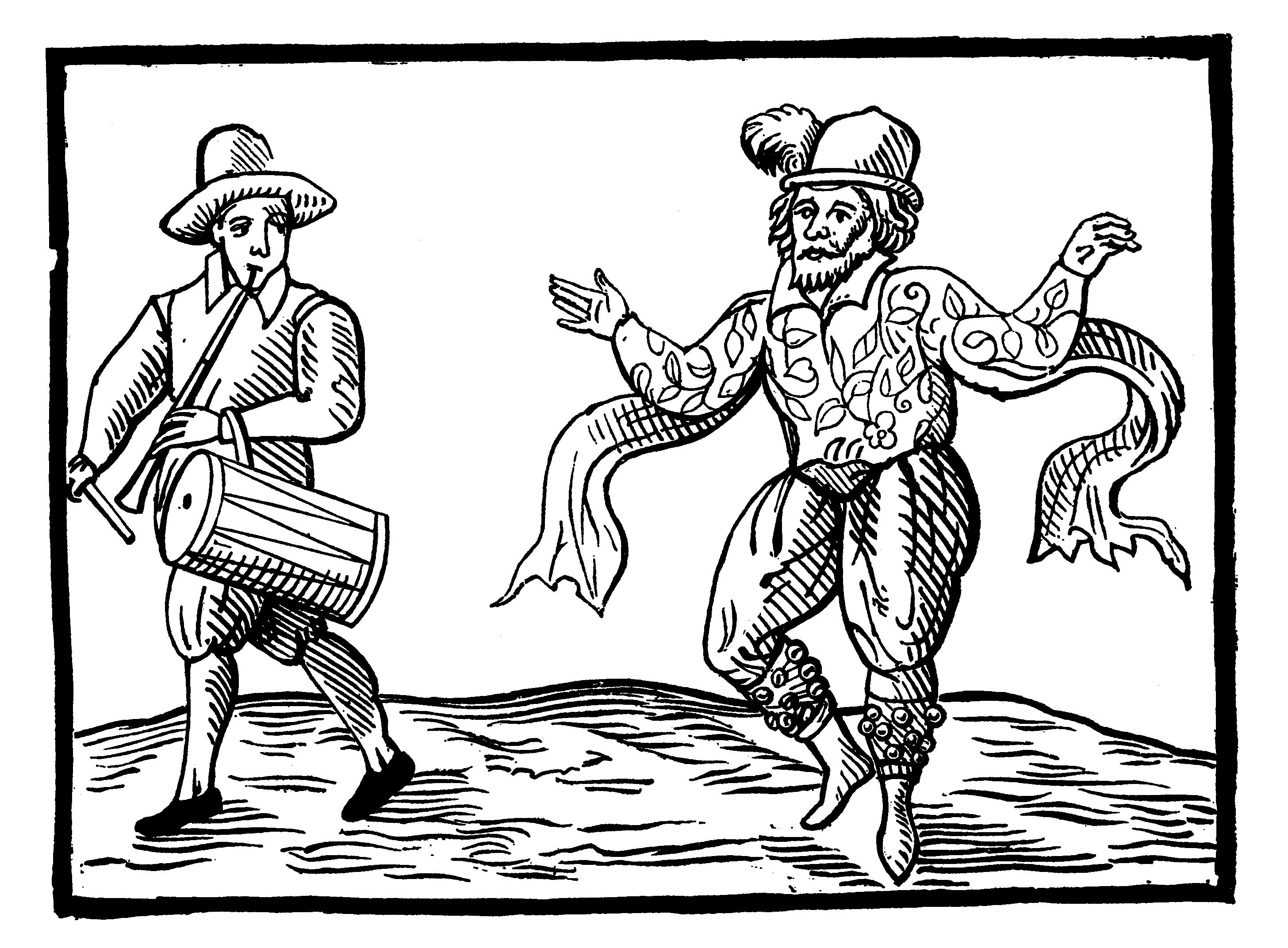
Thomas Slye und William Kempe (v.l.n.r) während ihres Nine Days Wonder (1600)

William Kempe († um oder vor 1610), gemeinhin bekannt als Will Kemp, war ein englischer Schauspieler und Tänzer. Er spielte vor allem komische Rollen und war als einer der originellen wie auch kreativen Darsteller in den frühen Werken William Shakespeares bekannt. So brachte er insbesondere die Figur des Falstaff mit außergewöhnlicher Komik und Improvisation auf die Bühne. Für seine Zeitgenossen galt er als der würdige Nachfolger des berühmten Clowns Richard Tarlton.
Im Dezember 1598 war er zusammen mit Shakespeare und Richard Burbage einer der fünf Schauspieler der Lord Chamberlain’s Men, die zugleich Geschäftsanteile an der Theatertruppe besaßen (sogenannte ‘shareholders’). Als es kurz darauf zu Streitigkeiten innerhalb der Truppe kam, trennte er sich von dieser.
Der Nachwelt ist er bis heute bekannt geblieben durch seine Darbietung des volkstümlichen Morris dance, die er 1599 über neun Tage auf einer 177 Kilometer langen Tour von London nach Norwich aufführte.

## Leben
Über Kempes Herkunft gibt es keine gesicherten Erkenntnisse. In einem Gerichtsverfahren aus dem Jahr 1615, das gegen John Heminges von seiner Tochter Thomasina angestrengt wurde, wird der kurz zuvor verstorbene Schauspieler William Kempe als Gentleman erwähnt (Willelmo Kempe nuper de Londonia generoso defuncto). Mitunter wird behauptet, dass er ein Angehöriger der Familie Kempe von Olantigh, einem Anwesen eine Meile nördlich von Wye in Kent, gewesen sein könnte. Im renommierten Oxford Dictionary of National Biography als der maßgeblichen englischen Nationalbiographie heißt es dazu (Eintrag vom September 2004):
(ins Deutsche übersetzt): Kempes Abstammung ist unbekannt, obwohl vermutet wurde, dass er trotz seiner volkstümlichen Art der Darstellung in irgendeiner Weise mit den Kempes von Ollantighe in der Nähe von Ashford in Kent verbunden war, die eine wohlhabende katholische Dynastie waren. Sir Thomas Kempe (1517–1591) hatte zwar einen Sohn namens William. Dennoch kann diese mutmaßliche Behauptung nicht zutreffen, da der hier angeführte William Kempe bereits am 27. März 1597 in der Kirche von Wye beerdigt wurde (Honneyman, 125–9; Bannerman, 3; private Information, A. Findlay). Nichtsdestotrotz könnte die Annahme einer ähnlichen Verbindung dazu beitragen, die ansonsten recht überraschende Geschichte zu erklären, die in dem Stück The Travailes of the Three English Brothers (von Day, William Rowley und George Wilkins aus dem Jahr 1607) dramatisiert wird. Demzufolge war William Kempe, der Schauspieler, 1601 in Italien  und hatte eine Begegnung mit dem berühmten Reisenden Sir Anthony Shirley. Dieser und seine beiden ebenso berühmten Brüder waren durch ihre Mutter, die Tochter von Sir Thomas Kempe, mit den Kempes von Ollantighe verwandt. Möglicherweise war der Schauspieler weitläufig mit den Kempes von Ollantighe verwandt; vielleicht nutzte er den Namen, den er mit Shirleys Mutter teilte, auch nur opportunistisch aus, indem er sich damit dem berühmten Shirley empfahl.
Das genaue Geburtsdatum Kempes ist nicht bekannt; einzelne Quellen wie etwa die Encyclopædia Britannica geben als ungefähres Datum den Zeitraum um 1560 an.
In überlieferten historischen Aufzeichnungen taucht Kempe erstmals als Mitglied der Leicester’s Men im Mai 1585 auf anlässlich eines Auftritts bei deren Schirmherren Robert Dudley, 1. Earl of Leicester in dessen Stadthaus. Seine Dienste als Schauspieler für den Earl of Leicester setzte er auch fort, als dieser auf dem Gebiet der heutigen Niederlande am Achtzigjährigen Krieg teilnahm.
Leicesters Neffe, Philip Sidney, gab einem Mann, den er „Will, my Lord of Lester's jesting player“ nannte, seine Briefe nach Hause mit. Es wird heute allgemein angenommen, dass es sich hierbei um Kempe handelte. In einem Brief, den er an Francis Walsingham schickte, beklagte Sidney, dass „Will“ die Briefe anstatt an Sidneys Frau, Francis Walsingham, an Lady Leicester überbracht hatte. Nach einer kurzen Rückkehr nach England begleitete Kempe zwei künftige Mitglieder der Lord Chamberlain’s Men, George Bryan und Thomas Pope, nach Helsingør (englisch veraltet: Elsinore), wo sie zur Unterhaltung von Friedrich II. von Dänemark spielten.
Über den Verbleib Kempes in den späteren 1580er Jahren ist nichts bekannt, aber sein Ruhm als Darsteller während dieser Periode schien zu wachsen. So finden sich Hinweise auf seine zunehmende Popularität  in An Almond for a Parrot (1590) von Thomas Nashe: Nashe widmete sein Stück Kempe und nannte ihn den „würdigen Statthalter des Geistes von Dick Tarlton“ („vicegerent general to the ghost of Dick Tarlton“)

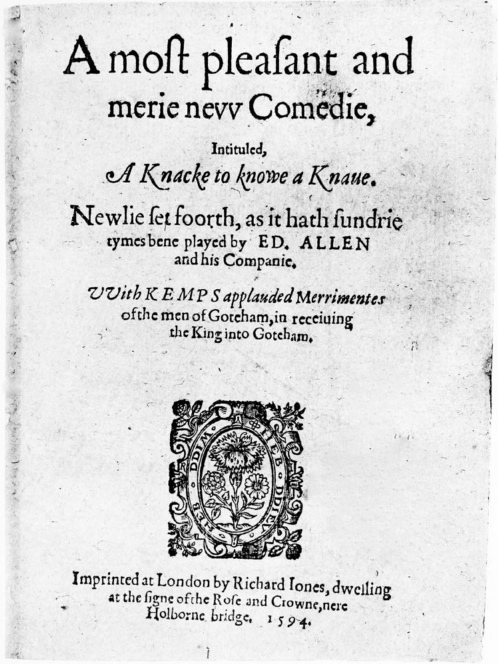
Die Titelseite von A Knack to Know a Knave wirbt mit Kempes „Heiterkeiten“. Da Titelseiten damals wie heutzutage ein Mittel waren, um die Aufmerksamkeit auf ein Buch zu lenken, deutet die Erwähnung Kempes darauf hin, dass er zu einer eigenständigen Attraktion geworden war

Kritiker bemängelten im Allgemeinen, dass die Szenen, in denen Kempe auftritt, eher flach seien. Es wird aber angenommen, dass die Szenen einen Rahmen boten, in dem Kempe improvisieren konnte. Einträge in den Registern der Worshipful Company of Stationers and Newspaper Makers weisen darauf hin, dass drei von Kempe möglicherweise geschriebene Jigs (vergleichbar kurzen Sketchen) zwischen 1591 und 1595 veröffentlicht wurden. Zwei davon sind erhalten.
Von 1592 an war Kempe ein Mitglied der Schauspieltruppe Lord Strange’s Men, die auch beim Privy Council registriert war, was ihr ermöglichte, bis zu sieben Meilen außerhalb Londons aufzutreten. 1594, nach der Auflösung des Ensembles, schlossen sich Kempe, Burbage und Shakespeare den Lord Chamberlain’s Men an und blieben bei dieser Kompanie, bis Kempe Anfang 1599 aus ungeklärten Gründen ausschied.
Obwohl er an der Planung des Globe Theatres beteiligt war, wird er in keiner Besetzungsliste der Theaterproduktionen aufgeführt, die in dem Mitte 1599 eröffneten Theaters stattfanden. Seine letzte Rolle in einem Stück Shakespeares spielte Kempe im Jahr 1598.
Als Indiz für sein Ausscheiden aus der Truppe der Lord Chamberlain’s Men wird vor allem der Wegfall seiner Rolle des Falstaff in Shakespeares Heinrich V. gesehen. Gleichermaßen wird die Klage Hamlets über die improvisierte Clownerie der Spieler (Akt III, Szene 2, Zeile 1–34, insbesondere Z. 28–34) in dieser drei Jahre später erschienenen Tragödie als weiterer Hinweis auf sein Ausscheiden gedeutet. Allerdings könnte nach Meinung anderer Forscher hier auch Richard Tarlton gemeint sein.

## Nine Days Wonder

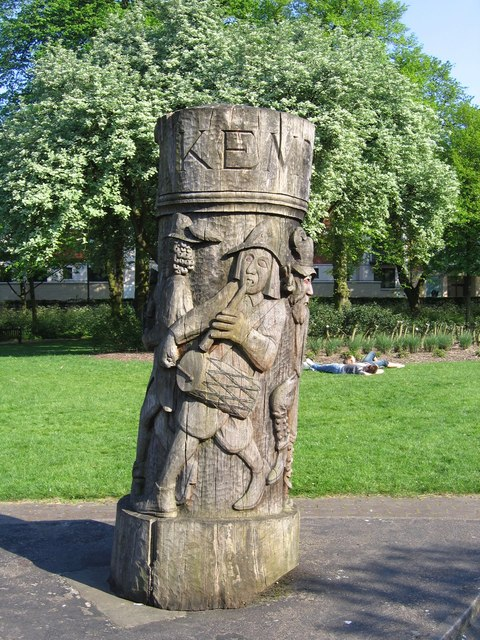
Holzskulptur mit Kempe in Chapelfield Gardens, Norwich

Nach seinem Ausscheiden von den Chamberlain’s Men zu Anfang 1599, verfolgte Kempe weiter seine Schauspielkarriere. Im Februar und März 1600 unternahm er etwas, was er später als sein „Neun-Tage-Wunder“ bezeichnete, wobei er im Morris Dance, einem englischen rhythmischem Volkstanz (charakteristisch sind die an den Beinen befestigten Schellen) von London nach Norwich (ca. 110 Meilen, bzw. 177 km) lief; eine Reise die zusammen neun Tage, verteilt jedoch auf mehrere Wochen, in Anspruch nahm.
Zugrunde soll eine Wette liegen. Begleitet wurde er dabei von dem Pfeifer und Taborspieler Thomas Slye, seinem Diener William Bee und einem Gewährsmann namens George Sprat, der die korrekte Ausführung der Wette beglaubigen sollte. Kempe startete mit seiner Entourage am ersten Montag der Fastenzeit 1599 (1. März) vom Londoner Stadtteil Whitechapel aus. Er tanzte („daunst“) in Richtung Essex, sah einen Bearfight (Bärenkampf) in Stratford, ruhte in Romford und wurde von Menschen umdrängt in Chelmsford. Zwischen Chelmsford und Braintree fiel einer seiner stets wechselnden, freiwilligen Begleiter in ein schlammiges Schlagloch und versank darin bis zur Hüfte. Nach Braintree ging es weiter nach Sudbury. Dort gesellte sich ein kräftiger, großgewachsener Metzgersbursche zu ihm, der ihn bis Bury (eine Strecke von rund 28 km) tanzend begleiten wollte. Kempe willigte ein, jedoch bereits nach einer halben Meile (800 Meter) gab er auf mit den Worten, dass er nicht einmal für 100 Pfund willens wäre weiterzugehen und entfernte sich. Eine „stämmiges Landmädchen“ rief ihm hinterher, dass er ein „feiger Kerl“ sei und bot, unter Belustigung der Umstehenden, an ihrerseits mitzugehen, auch „wenn es sie das Leben kosten würde“. Wenn Kempe ihr nur ein paar Schellen ausleihen würde, würde sie eine Meile lang tanzen.
Kempe schreibt:

“I lookt vpon her, saw mirth in her eyes, heard boldnes in her words, and beheld her ready to tucke vp her russet petticoate, I fitted her with bels: which she merrily taking, garnisht her thicke short legs, and with a smooth brow bad the Tabrer begin. The Drum strucke, forward marcht I with my merry Maydemarian: who shooke her fat sides: and footed it merrily to Melfoord, being a long myle”

„Ich sah sie an, sah Heiterkeit in ihren Augen, hörte Kühnheit in ihren Worten und sah sie bereit, ihren rotbraunen Petticoat zu raffen; ich stattete sie mit Glocken aus, die sie fröhlich nahm und ihre dicken kurzen Beine schmückten und ein sanftes Heben der Augenbraue ließ den Taborer beginnen. Die Trommel schlug, vorwärts marschierte ich mit meiner „merry Maid Marian“, die ihre fetten Hüften schüttelte und zu Fuß glücklich bis nach Melfoord trug, was eine Meile war.“

Zum Abschluss gab er ihr, der erkennbaren Trinkerin, einen Crown, um ein Getränk zu kaufen.
In Bury St Edmunds musste er aufgrund starken Schneefalls einige Tage pausieren.
An einem Samstag (vermutlich) erreichte er dann das Tor von Norwich und wurde von der bewundernden Menge empfangen. Der Bürgermeister Roger Wiler, in Begleitung weiterer Würdenträger (Norwich City Corporation), sicherte ihm einen jederzeitigen freien Zugang der Stadt Norwich zu (für reisende Schauspieler keine Selbstverständlichkeit zu dieser Zeit) sowie die Zahlung von jährlich 40 Schilling bis an das Ende seines Lebens. (zum Vergleich: Ein Theaterbesuch kostete je nach Ausstattung des Theaters (geschlossen, bzw. überdacht oder offen) und Platz (Stehplatz oder Sitzmöglichkeit) zwischen einem zwölftel (= ein Pence) und einem halben Schilling).
Bei der Abreise sprang Kempe mit Anlauf über eine sehr hohe Kirchumfriedung. Der Sprung war derart aufsehenerregend, dass seine Schuhe („Buskins“) zu Ehren dieser sportlichen Leistung an die Wand des Gildehauses genagelt wurden.
Da zuvor im Jahr 1582 eine Kalenderanpassung (Julianischer Kalender zu Gregorianischer Kalender) erfolgte, kamen Zweifel an der zeitlichen Korrektheit dieses „Jigs“ auf. Kempe veröffentlichte dann eine genaue Beschreibung der Aktion unter dem Titel „Kemps nine daies vvonder“, um die Zweifler zu besänftigen.
Die Phrase „Nine days’ wonder“ fand Eingang in die englische Sprache und dient heute, verschieden interpretiert, auch als Buch- oder Musiktitel. Hauptsächlich aber meint man damit eine Neuheit, welche nach wenigen Tagen ihren Reiz verliert. Allerdings soll diese Phrase durchaus bereits früheren Ursprungs sein und Kempe lehnte sich in der Beschreibung seiner Aktion daran an.

## Letzte Jahre
Seine weiteren Aktivitäten nach Kempes berühmter Performance sind jedoch so dunkel wie seine Herkunft.
Ein Hinweis von The Travels of the Three English Brothers ist, dass er womöglich eine weitere, europäische Reise unternahm und dabei vermutlich auch Deutschland und Italien erreichte. Ein „John Kempe“ begleitete 1601 eine Gruppe von 11 Schauspielern („Engellender“), die in Amsterdam, Köln, Steinfurt und Münster (hier vom 26. November bis 2. Dezember) gastierten. Allerdings ist belegt, dass er sich 1601 von Philip Henslowe Geld lieh und Mitglied der Worcester’s Men wurde. Die letzte sichere Erwähnung Kempes erfolgte Ende 1602 in Henslowes Tagebuch.
In den Aufzeichnungen der Pfarrgemeinde von Southwark (St. Saviour) findet sich am Ende des Jahres 1603 der Eintrag „Kempe, a man“. Selbst, wenn es sich hierbei nicht um den berühmten Komiker handeln sollte, deckt es sich gleichwohl mit dem zeitlichen Ende aller Erwähnungen Kempes.

## Darstellungsform
Zu seiner Zeit war Kempe bekannter für seine Jigs, als für sein Schauspiel im regulären Drama. Der Jig, eine Art rustikaler Cousin der Commedia dell’arte, stellte bis zu fünf Darsteller in einer teilweise improvisierten Gesangs- und Tanznummer vor. Jigs hatten Handlungen, oft unbeholfen, aber der Schwerpunkt lag auf Tanz und körperlich dargestellter Comedy. Zwei der Jigs von Kempe sind in englischer Sprache erhalten, zwei weitere in deutscher Sprache. Jig-Beispiele können der Manuskriptsammlung von John Dowland entnommen werden (heute in der Cambridge University Library). Ein bekannter Jig des 16. Jahrhunderts trägt treffenderweise gleich den Namen Kemp’s Jig. Er wurde im Erstlingswerk von John Playford, The English Dancing Master von 1651 veröffentlicht. Die Melodie hat über die Jahre eine Reihe moderner Interpretationen erfahren, so etwa vom niederländischen Jazzgitarristen Jan Akkerman oder der Band Gryphon.
Als Schauspieler wird Kempe gesichert mit zwei Rollen in Verbindung gebracht: Dogberry in Viel Lärm um nichts und Peter in Romeo und Julia. Identifiziert wird er auf den Titelseiten beider Stücke sowie im Shakespeares Folio bei Viel Lärm um nichts in den Präfixen der Sprechrollen und den Regieanweisungen. Aus diesen Hinweisen wurde eine Liste von Kempes Rollen abgeleitet, die zwar nur mutmaßlich, aber gleichwohl nicht unwahrscheinlich sind: Costard in Verlorene Liebesmüh, Nick Bottom in Ein Sommernachtstraum, Lancelot Gobbo in Der Kaufmann von Venedig und Cob in Ben Jonsons Every Man in His Humour. Falstaff ist gesondert zu betrachten; obwohl Falstaff einige Merkmale eines elisabethanischen dramatischen Clowns zeigt, ist sein Charakter in der Klasse höher und komplexer als die anderen Rollen, mit denen Kempe in Verbindung gebracht wird.

## Zeitgenössische Erwähnung
- Kempe erschien als Figur in den Parnassus-Stücken, mutmaßlich verfasst zu seinen Lebzeiten oder kurz danach. Darin lobt er Shakespeare dafür, dass er Dramatiker mit Universitätsabschluss übertroffen hat.

## In modernen Werken

### Film und Fernsehen
- In der 1978 ausgestrahlten Fernsehserie Will Shakespeare wird Kempe von Derek Royle als tumber Alkoholiker porträtiert. Er wurde aus dem Ensemble rausgeworfen und durch Robert Armin ersetzt. Armin hat hierzu Kempe eine Falle gestellt.
- In dem 1998 von John Madden gedrehten Spielfilm Shakespeare in Love, wurde er von dem erfahrenen Charakterschauspieler Patrick Barlow verkörpert.
- In dem Fernsehfilm von 2005 „A Waste of Shame“ wurde er von John Voce dargestellt.
- 2007 erschien Kempe in einer Folge von Doctor Who mit dem Namen The Shakespeare Code; Kempe wurde gespielt von David Westhead.
- In einer BBC Sitcom von 2016 („Upstart Crow“) wurde Kempe von Spencer Jones dargestellt, der ihn wiederum als Parodie von Ricky Gervais auferstehen ließ.
- In der 2017 ausgestrahlten Fernsehserie Will wurde er von William Houston verkörpert.

### Theaterstücke
- Kempe war der Titelcharakter der elisabethanischen Komödie Will Kemp des US-amerikanischen Theatermachers Dan Roentsch.[14]
- William Gibson zeichnet Kempe als einen schwermütigen Tragiker in seinem 1968 erschienenen Stück „A Cry of Players“, eine signifiante Abkehr von Kempes eigentlichem Spielstil.
- 2008 wiederholte der Comedian Tim FitzHigham   Kempes tanzendes Nine Days’ Wonder von London nach Norwich. Diese Performance bildete die Basis für sein Stück „The Bard’s Fool“, welches er im gleichen Jahr auf dem Edinburgh Fringe darbot.[15]